# Frente Unido en Taiwán
El Frente Unido es una estrategia utilizada por la República Popular China para lograr el dominio sobre Taiwán. Se basa en la presencia de simpatizantes pro-Pekín en Taiwán combinados con un enfoque del palo y la zanahoria de amenazar con la guerra con Taiwán al tiempo que ofrece oportunidades para intercambios comerciales y culturales.
En 2022, el jefe de la Oficina de Seguridad Nacional de la República de China declaró que el Partido Comunista Chino (PCCh) había brindado capacitación a celebridades locales de Internet en campañas de "guerra cognitiva" para difundir propaganda.